# Constitución del Año XII

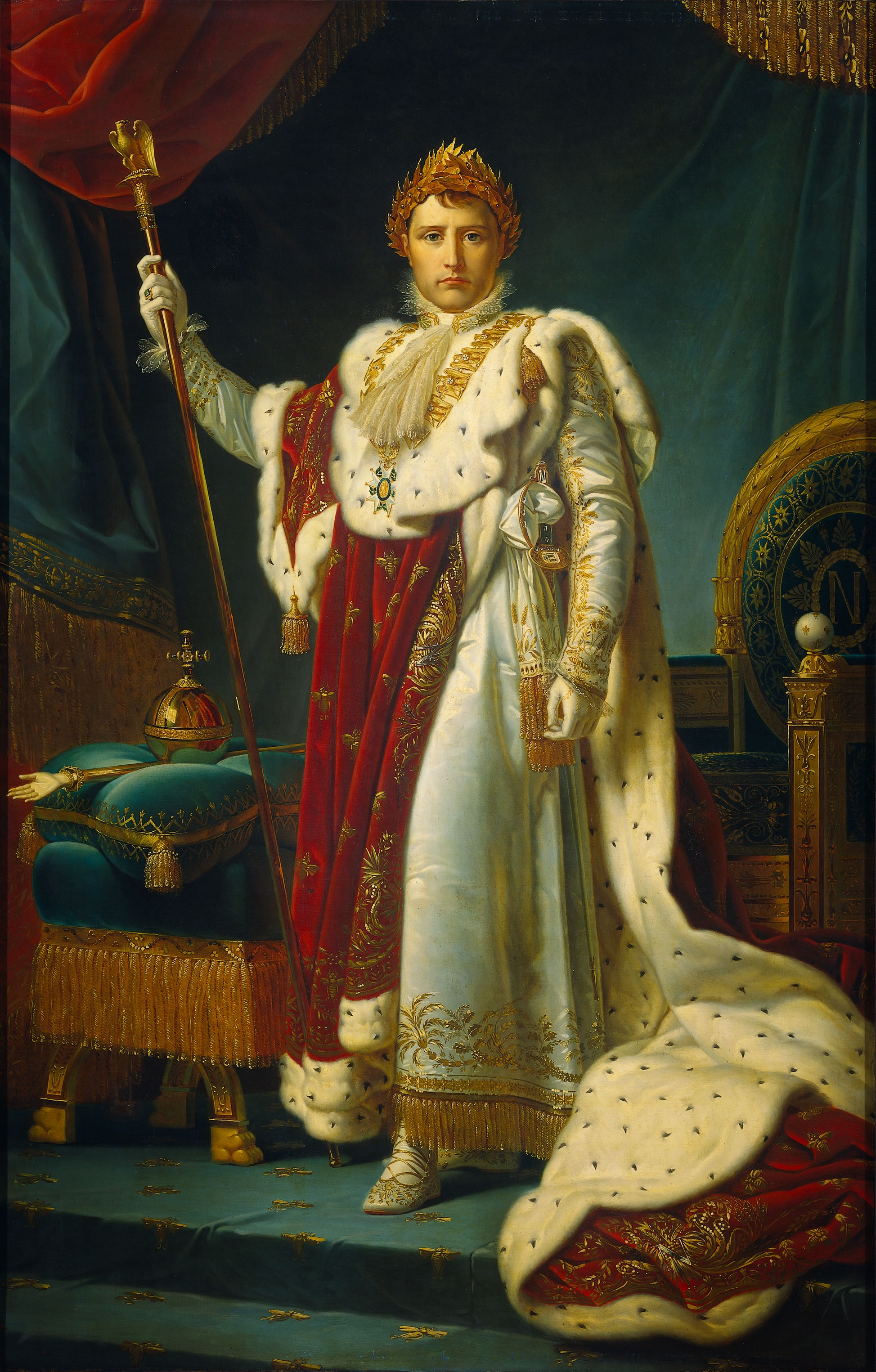
Retrato de Napoleón Bonaparte con las togas de su coronación, por François Gérard.

La Constitución del Año XII, o Senadoconsulto orgánico del 28 de floreal del año XII (18 de mayo de 1804), fue la ley fundamental que rigió el primer Imperio francés. Confió el gobierno de la República francesa con el título de «emperador de los franceses» a Napoleón Bonaparte que había accedido al poder mediante el golpe de Estado del 18 de brumario (9 de noviembre de 1799) y que hasta entonces había ostentado el cargo de primer cónsul. Estuvo vigente diez años, hasta la Restauración borbónica en Francia que se rigió por la Carta de 1814. 
Esta Constitución influyó en el Estatuto de Bayona de 1808 que regiría el reinado de José I de España.

## Antecedentes: las Constituciones del año VIII y del año X
Tras el golpe de Estado del 18 de brumario (9 de noviembre de 1799) encabezado por el general Napoleón Bonaparte que puso fin al Directorio se aprobó la Constitución del Año VIII (4 de nivoso, según el calendario republicano francés; 25 de diciembre de 1799) que instauró el régimen del Consulado con Bonaparte como primer cónsul. Aunque fue aprobada en un plebiscito por el pueblo francés (tres millones de votos contra 1562), se abolió de facto la soberanía nacional y el sufragio universal ―este último fue sustituido por «listas de confianza», ideadas por Sieyès, que sumaban unos 600 000 ciudadanos en todo el país, «los más honrados para gestionar los asuntos públicos», de los que solo unos 6000 eran «elegibles para las funciones públicas nacionales»―.
El poder legislativo también fue suprimido al quedar dividido en tres asambleas sin iniciativa legislativa, que correspondía en exclusiva al primer cónsul, quien contaba con el Consejo de Estado ―cuyos 29 miembros eran nombrados por él― para elaborar los proyectos. Estos pasaban primero al Tribunado, formado por cien miembros, que se limitaba a dar su opinión a favor o en contra, y después al Cuerpo Legislativo, cuyos trescientos miembros los votaban «en escrutinio secreto y sin ninguna discusión» ―por eso a sus miembros se les llamó los mudos―. Entonces el primer cónsul decidía si promulgaba la ley o la enviaba al Senado conservador para que determinara su constitucionalidad. Los 60 primeros miembros del Senado conservador fueron nombrados por los cónsules y después, ampliado su número a 80, se fueron renovando por cooptación a partir de listas propuestas por el primer cónsul, Napoleón Bonaparte. Por su parte el Senado conservador nombraba a su vez a los miembros del Tribunado y del Cuerpo Legislativo entre los inscritos en la «lista de confianza» nacional y además tenía la potestad de modificar la Constitución mediante un senadoconsulto. Por último, el poder ejecutivo, que correspondía al primer cónsul Napoleón Bonaparte ―ya que los otros dos cónsules, Jean Jacques Régis de Cambacérès y Charles-François Lebrun, sólo tenían voz consultiva, y además no existía el consejo de ministros por lo que Bonaparte lo decidía todo en última instancia― no estaba sometido al control del Cuerpo Legislativo y asimismo podía ordenar detener «a los presuntos autores o cómplices de una conspiración contra la seguridad del Estado» con lo que la separación de poderes quedaba en letra muerta. En conclusión, como ha señalado Michel Péronnet, «la constitución del año VIII es el resultado de la voluntad de Bonaparte de asegurarse el poder».
El senadoconsulto orgánico del 16 de termidor del año X (4 de agosto de 1802) modificó la Constitución para dar nacimiento a una nueva, la Constitución del Año X, cuya principal novedad estribaba en que se concedía a Napoleón Bonaparte el consulado vitalicio y además este podía proponer al Senado el nombre de su sucesor (un paso decisivo hacia la monarquía poniendo fin ‘’de facto” a la República Francesa). Previamente se había sometido el cambio a la aprobación de los franceses en referéndum, a los que se preguntó: «¿Debería ser Napoleón Bonaparte cónsul vitalicio?». Se votó durante tres meses y el resultado fue tres millones y medio de sí contra 8374 no. En consecuencia, el Senado, traduciendo «la expresión de la voluntad popular», proclamó a Napoleón Bonaparte cónsul vitalicio el 14 de termidor del año X (2 de agosto de 1802). Dos días después la misma cámara aprobaba sin discusión, a propuesta de Napoleón, el senadoconsulto orgánico conocido como la Constitución del año X.
Junto con la concesión del consulado vitalicio a Napoleón, sin duda el cambio más trascendental, la llamada Constitución del año X introdujo otros. El Cuerpo legislativo perdió el derecho a celebrar sesiones regulares, el Tribunado vio reducidos sus miembros a la mitad, pasando de 100 a 50, y el Consejo de Estado perdió gran parte de sus prerrogativas a favor de un consejo privado. Por contra, se ampliaron los poderes del primer cónsul: concluir los tratados de paz y de alianza, el derecho de gracia, designar a los otros dos cónsules y a los candidatos al Senado, y, sobre todo, la facultad de determinar por senadoconsulto orgánico, «todo lo que no ha sido previsto por la Constitución, y que es necesario para su funcionamiento». Este poder es el que permitirá a Napoleón pasar sin dificultar de la República al Imperio. Un indicio significativo de este propósito fue que declarara fiesta nacional el 15 de agosto, el día del cumpleaños de Napoleón Bonaparte, y que se acuñaran monedas con su efigie, aunque conservando (de momento) la de la República.

## Historia

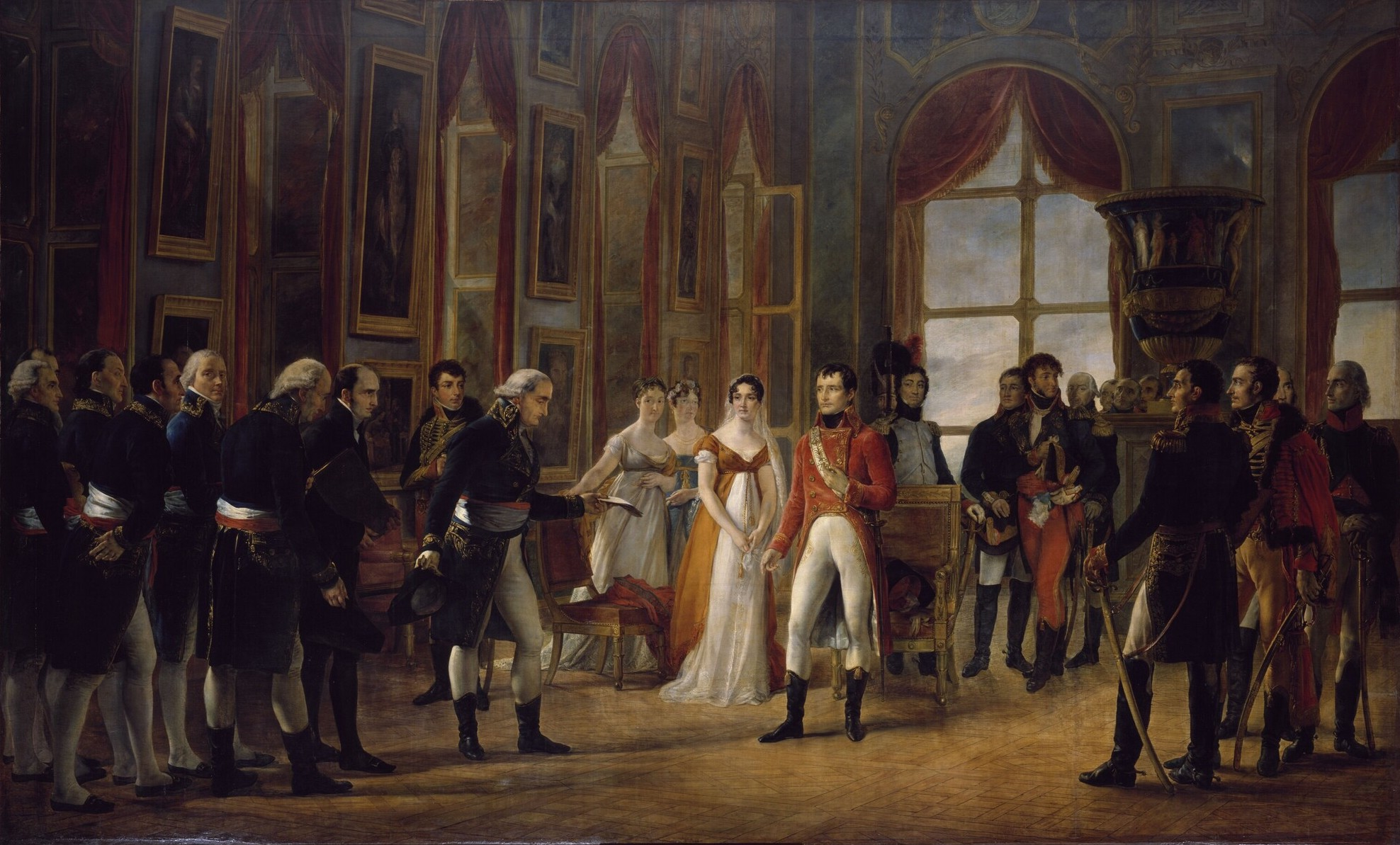
Napoleón Bonaparte recibe en el château de Saint-Cloud el senadoconsulto que lo proclama emperador de los franceses (18 de mayo de 1804). Cuadro de Georges Rouget (1837).

El 10 de floreal del año XII (30 de abril de 1804) el Tribunado pidió que se elevase al Senado conservador «un deseo que es el de toda la nación… 1. Que Napoleón Bonaparte, actualmente primer cónsul, sea declarado Emperador, y, en calidad de tal, se le encomiende el gobierno de la República francesa. 2. Que la dignidad imperial sea declarada hereditaria en su familia». En la exposición de motivos al Senado el consejero de Estado Jean-Étienne Portalis afirmó: «Es estableciendo la herencia del poder en una nueva familia como conseguiremos destruir, hasta sus mismas raíces, las esperanzas quiméricas de una antigua familia; de esta forma comunicaremos al nuevo orden de cosas un carácter de estabilidad que el sistema electivo no le puede ofrecer». Solo Lazare Carnot se opuso a la propuesta: «Sea cual sea el servicio que un ciudadano haya podido rendir a la patria, la razón impone unos límites al agradecimiento nacional. Si tal ciudadano ha llevado a cabo la salvación de su país, si ha restaurado la libertad pública, ¿sería lógico ofrecerle como recompensa el sacrificio de esta misma libertad?».
La Constitución del año XII fue promulgada el 28 de floreal (18 de mayo de 1804) bajo la forma de un senadoconsulto orgánico. En ella se confiaba «el gobierno de la República a un emperador, que toma el título de emperador de los franceses» y se establecía que «la dignidad imperial es hereditaria en la descendencia directa, natural y legítima de Napoleón». Según el artículo 140 Napoleón era emperador de los franceses «por la gracia de Dios y las Constituciones de la República». El artículo 153 recogía la fórmula del juramento que había de hacer el emperador: «Juro mantener la integridad del territorio de la República; respetar y hacer respetar las leyes del Concordato y la libertad de cultos; respetar y hacer respetar la igualdad de derechos, la libertad política y civil, la irrevocabilidad de la venta de los bienes nacionales». Se realizó un plebiscito sobre el título imperial, aunque no sobre la herencia. Tres millones y medio de franceses votaron sí, solo hubo unos 2500 no.

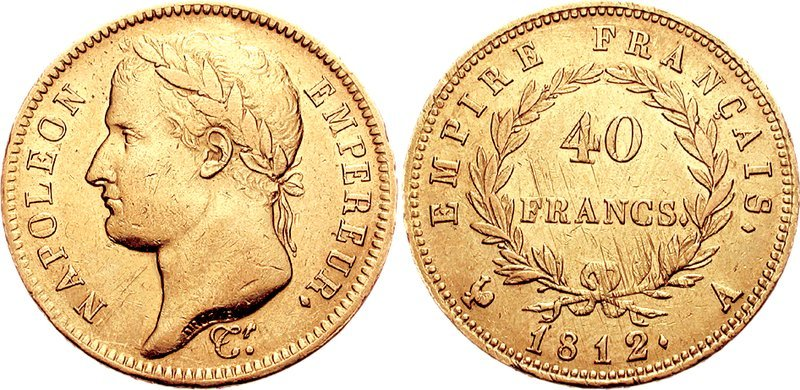
Moneda de 40 francos de 1812 con la efigie de Napoleón Bonaparte en el anverso y la leyenda "Imperio Francés" en el reverso (desde el 1 de enero de 1809 esta leyenda había sustituido a la de "República Francesa").

Napoleón creyó que la ratificación popular no era una fuente suficiente de la legitimidad de su poder y que la misma solo quedaría consagrada con la restauración del derecho divino. Con ese fin se celebró el 4 de diciembre de 1804 en Notre Dame de París la solemne coronación de Napoleón a la que asistió el papa Pío VII, aunque no fue él el que coronó al emperador sino él mismo quien a continuación coronó a su esposa la emperatriz Josefina. Tres años después desaparecía de los decretos firmados por Napoleón la fórmula «por las Constituciones de la República» por lo que era emperador exclusivamente «por la gracia de Dios». A partir del 1 de enero de 1809 desapareció del reverso de las monedas la expresión República francesa siendo sustituida por Imperio francés. Sin embargo, como ha señalado Albert Soboul, «Napoleón no podía borrar la marca indeleble del origen de su poder» y así lo reconoció cuando le dijo a uno de sus allegados: «He recogido la corona del arroyo, y el pueblo la ha puesto sobre mi cabeza; ¡que se respeten sus actos!».